# Rhodacanthis flaviceps
El pinzón koa menor (Rhodacanthis flaviceps) es una especie extinta de ave paseriforme de la familia Fringillidae. Cuando fueron descritos, en 1892, es muy probable que ya fuesen muy escasos. Se sabe de ellos únicamente por unos pocos especímenes conservados en colecciones de Nueva York y Londres.
Su hábitat era el bosque de la montaña Koa en Kona, Hawái. El momento de su descubrimiento coincide con el último registro oficial, en 1891, descrito por George Munro en su libro Birds of Hawaii (Aves de Hawái). No se sabe cuál fue la causa de su extinción pero se cree que ocurrió por la degradación de su hábitat y la introducción de otros animales como gatos y ratas.
De plumaje vistoso, su cabeza, pecho y vientre eran de color amarillo pudiendo variar entre individuos entre claro y oscuro. Las alas, espalda y cola tenían una tonalidad mucho más oscura del mismo color. Esto hace que reciba su otro nombre pinzón koa de cabeza amarilla.